# كلارا إميرفار
كلارا إميرفار (بالألمانية: Clara Immerwahr) (21 يونيو 1870– 2 مايو 1915) كيميائية ألمانية من أصل يهودي، وأول امرأة تحصل علي درجه الدكتوراه في الكيمياء في ألمانيا وداعية سلام بالإضافة إلى أنها ناشطة في مجال حقوق المرأة. تزوجت من الكيميائي فريتز هابر في عام 1901 الحائز على جائزة نوبل إلى ان انتحرت عام 1915.

## الحياة الشخصية

### النشأة والتعليم
ولدت كلارا إميرفار في مزرعة في بولكيندورف، فروتسواف، مقاطعة سيليزيا، مملكة بروسيا الابنة الصغرى للكيميائين فيليب إميروار وزوجته آنا (الاسم قبل الزواج، كروهن). عاشت حياتها المبكرة في المزرعة مع اشقائها الثلاثة الأكبر سنا إيلي، روز وبول. توفيت والدتها في عام 1890 بعد معاناة مع مرض السرطان. انتقلت كلارا مع والدها إلى بريسلاو في حين استقلت إيلي شقيقتها الأكبر مع زوجها في المرزعة.
التحقت كلارا بجامعة فروتسواف وحصلت منها على درجة الدكتوراه في عام 1900 كان مشرف رسالتها هو الكيميائي ريتشارد أبيغ كانت أطروحة الرسالة هي «المساهمات في ذوبانية الأملاح القابلة للذوبان من الزئبق، والنحاس، والرصاص، والكادميوم، والزنك» لتصبح بذلك هي أول امرأة تحصل على الدكتوراه ثم الامتياز من الجامعة.

### الزواج والعمل
تزوجت كلارا من فريتز هابر في عام 1901 بعد مرور أربع أعوام من اعتناقها المسيحية حيت اعتنقتها في عام 1897.
عانت كلارا من قيود المجتمع الألماني الذي فرض أن دور المرأة منحصر في البيت فلم تستطيع المشاركة إلا بنسبة ضئيلة لكنها عوضا عن ذلك ساعدت زوجها في أبحاثه بدون وضع اسمها كما قامت بترجمة بعضا من أوراقه إلى اللغة الإنجليزية. رزق الثنائي في 1 يونيو 1902 بهيرمان هابر (1902– 1946) طفلهما الوحيد.
وفقا لإحدى صديقاتها، لم تكن كلارا سعيدة بدورها التبعي حيث صرحت لها في إحدى المرات قائلة:
أثناء الحرب العالمية الأولى، أصبح فريتز هابر مؤيدًا قويًا للجهد العسكري الألماني ولعب دورًا هاما في تطوير الأسلحة الكيميائية (وخاصة الغازات السامة). في 22 أبريل 1915، تم تتويج أعمال فريتز حيث صنع أول سلاح دمار شامل في التاريخ العسكري، في فلاندرز، بلجيكا.
كانت إميرواهر ضد أبحاث زوجها ووصفتها بأنها «تحريفًا لمُثُل العلم وعلامة على الهمجية وفساد الانضباط الذي يجب أن يجلب رؤى جديدة للحياة لا العكس».

### الموت

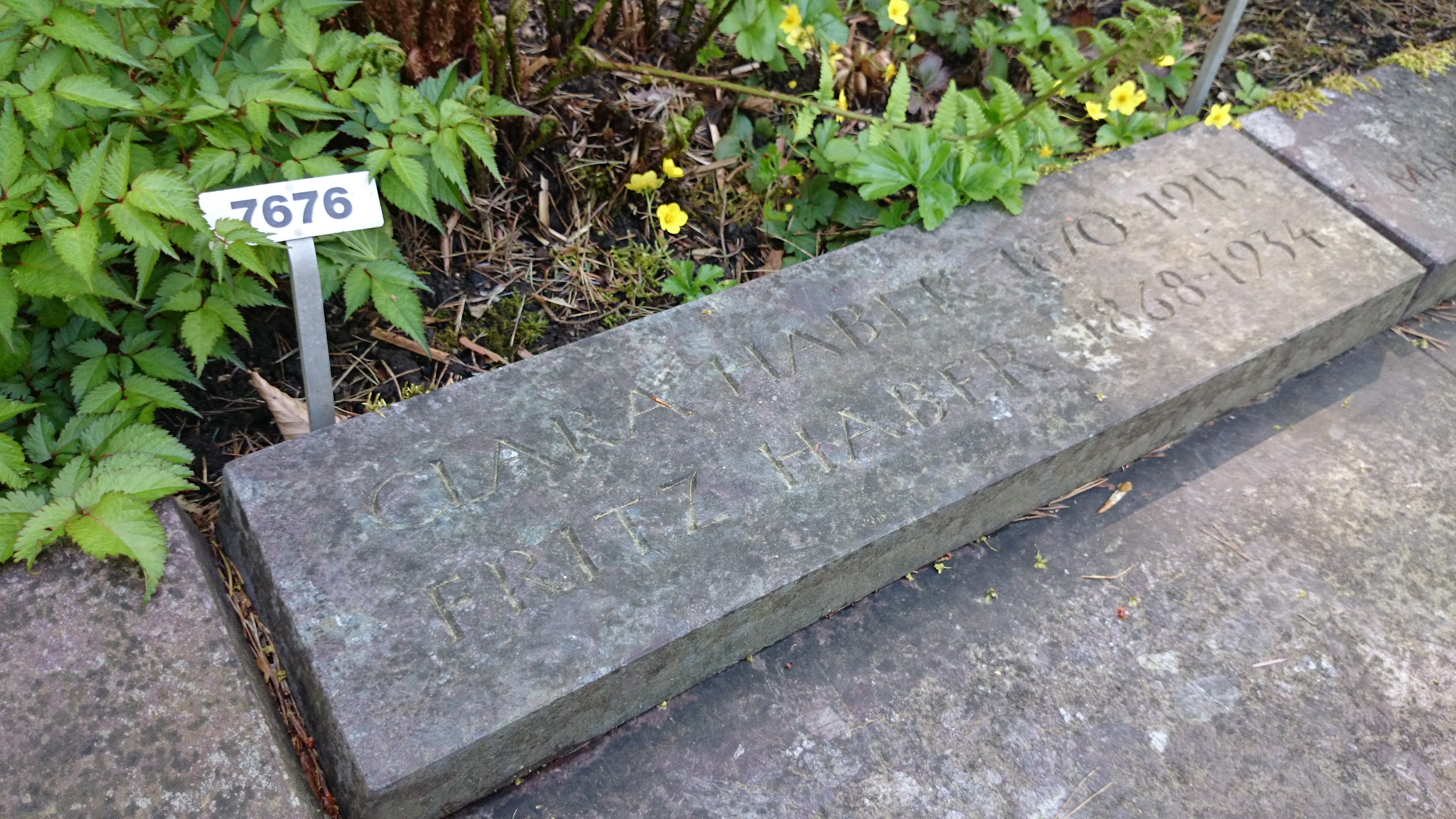
قبر فريتز وكلارا هابر، مقبرة هورنلي، بالقرب من بازل، سويسرا

في 2 مايو 1915، أطلقت إميرفار النار علي صدرها باستخدام مسدس هابر العسكري بعد عودتة من بلجيكا بوقت قصير وتوفيت بين ذراعي ابنها. في صباح اليوم التالي لوفاتها غادر زوجها هابر لأول هجوم بالغاز علي الروس علي الجبهة الشرقية.
لم تتناول وسائل الإعلام خبر انتحارها سريعا، حيث نشر أول خبر عن وفاتها بعد ست أيام في جريدة Grunewald-Zeitung المحلية تحت عنوان «انتحار زوجة الدكتور فريتز هابر في داهليم» وذكرت أن أسباب الانتحار تتلخص في كونها امرأة غير سعيدة ولا مشهورة.
في عام 1934، توفي هابر ودفن في بازل وتم نقل رماد إميرواهر من داهلم إلي بازل لتدفن مع زوجها. بعد ذلك هاجر ابنهم هيرمان هابر إلي الولايات المتحدة. في عام 1946، انتحر هيرمان هابر هو أيضا.
قام فريتز هابر (1921-2004)، ابن فريتز هابر من زوجته الثانية، شارلوت، بنشر كتاب عن تاريخ الغازات السامة بعنوان الغيمة السامة تم نشره عام 1986.

## في الدراما والخيال
تناولت العديد من الأعمال السينمائية والأدبية العلاقة بين فريتز وإميرفار. على سبيل المثال، فيلم «هابر» القصير من كتابه وإخراج دانييل راجيسيس حاول تسليط الضوء على بعض الجوانب في حياة الزوجين. ظهرت الثنائي مرة أخرى في رواية «لم شمل الأشباح» للكاتبة جوديث كلير ميتشل تحت اسمى لينز وإيريس ألتر.
تم تصوير إميرواهر في فيلم The Greater Good عام 2008 من إخراج سيليا دي وولف وتأليف جوستين هوبر بالحزينة والرافضة لأبحاث زوجها كما هو الحال في مسلسل العبقري.

## وصلات خارجية
- السيرة الذاتية لكلارا إميرواهر.
- الحاصلين على جائزة كلارا إميرواهر منذ عام 2011.
- كلارا إميرواهر في أرشيف المرأة اليهودية.